# Pseudopoda bibulba
Pseudopoda bibulba là một loài nhện trong họ Sparassidae.
Loài này thuộc chi Pseudopoda. Pseudopoda bibulba được Yajun Xu & Chang-Min Yin miêu tả năm 2000.